# Liste de fortifications en Hongrie
Liste de fortifications en Hongrie :
- Festung Tata
- Komaron[1]